# Grootseminarie van Brugge

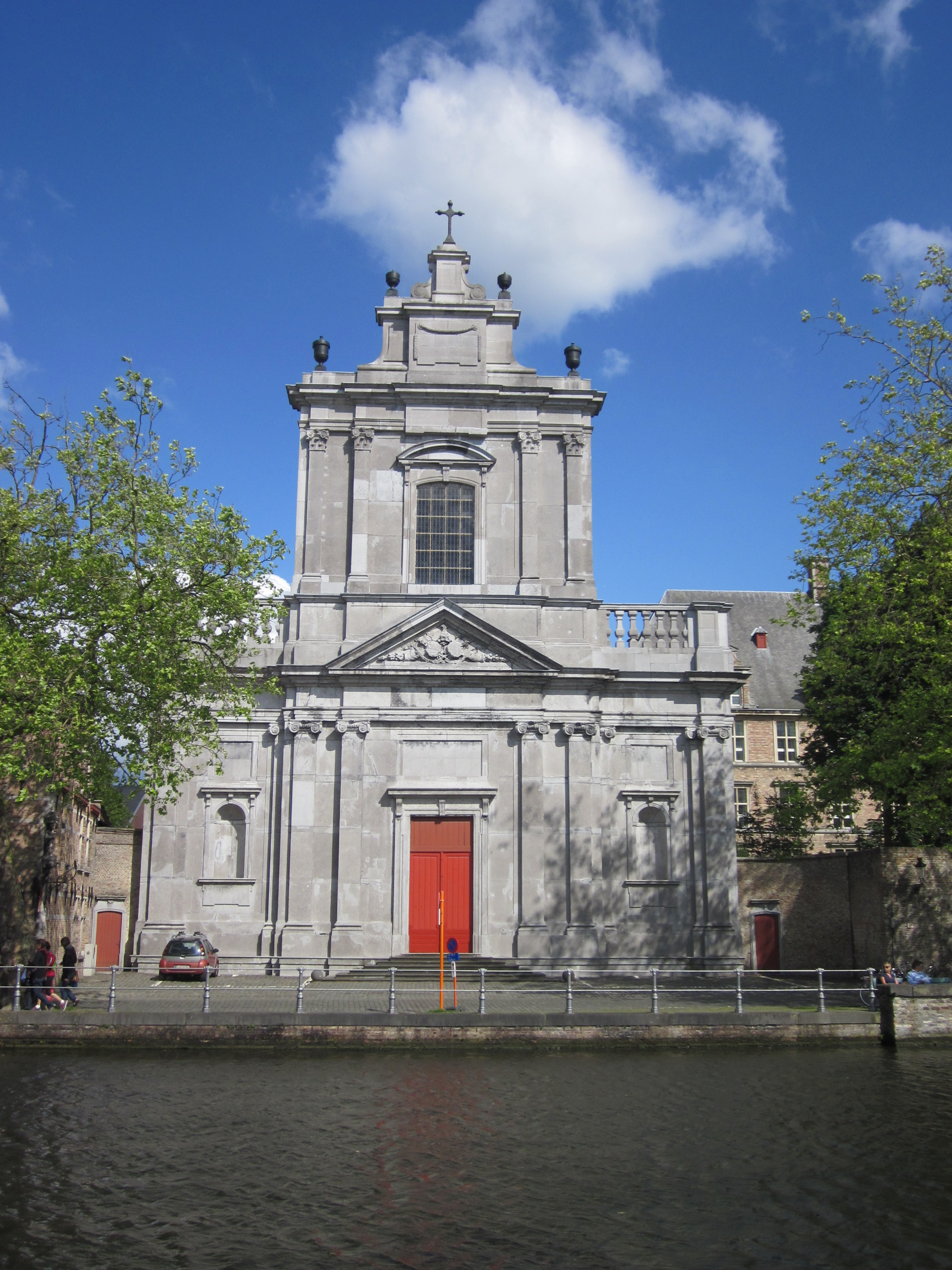
De Heilige-Maagd-Mariakerk van het Grootseminarie van Brugge

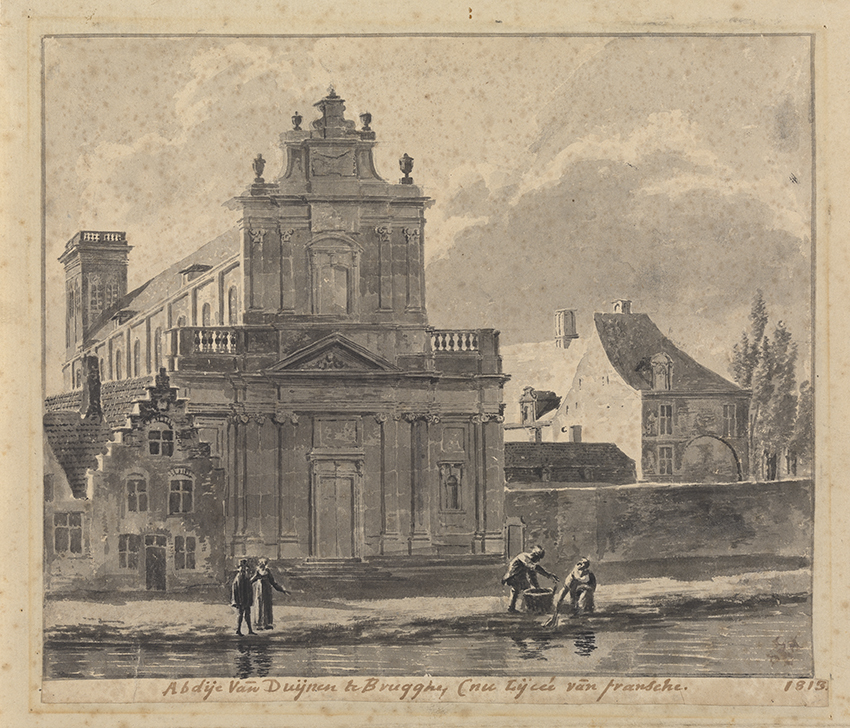
De Duinenabdij te Brugge, tekening door Séraphin Vermote, 1813 (Groeningemuseum).

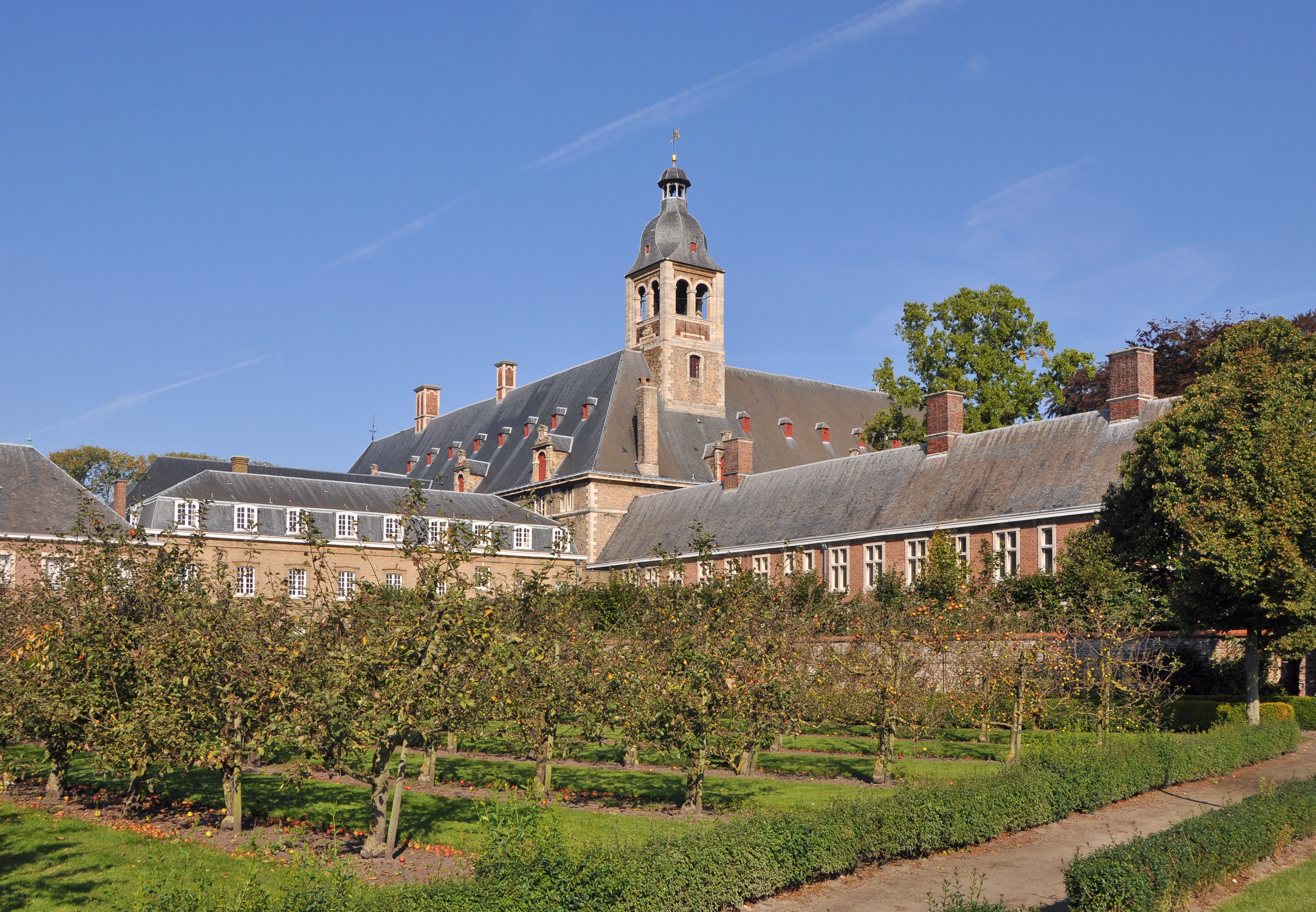
Grootseminarie met binnentuin.

Het Grootseminarie van Brugge is het seminarie voor priesterkandidaten van het bisdom Brugge. Het bevindt zich aan de Potterierei, waar de gemeenschap van de Abdij Onze-Lieve-Vrouw Ten Duinen in 1628 was begonnen met de bouw van een nieuwe abdij op de plaats van hun vroegere refugehuis.
Naast deze hoofdopdracht is het seminarie ook een vormingscentrum voor vrijwilligers en geïnteresseerden. De bibliotheek van het Grootseminarie Brugge beschikt over een omvangrijke collectie manuscripten en boeken. Het gros van de manuscripten en vroege drukken van de voormalige Abdij Ten Duinen kwam hier terecht. Een ander deel ging naar de stedelijke bibliotheek van Brugge 'Biekorf'. Sinds december 2018 kreeg de site de naam Grootseminarie Ten Duinen.
In het voormalige complex van de Abdij Onze-Lieve-Vrouw Ten Duinen is naast het Grootseminarie sinds 2001 ook het Instituut Vergelijkende Regionale Integratiestudies ondergebracht, een afdeling van de Universiteit van de Verenigde Naties. In de gebouwen van de vroegere afdeling filosofie worden de studentenkamers bevolkt door studenten van het Europacollege.

## President
De bestuurder van het Grootseminarie van Brugge werd 'president' (voorzitter) genoemd. Hij was een van de vooraanstaande priesters van het bisdom en meestal titulair kanunnik of erekanunnik van het kathedraalkapittel:
- 1833-1838: Lodewijk Jozef Delebecque (1798-1864), weldra bisschop van Gent.
- 1838-1869: Livinus Bruneel (1798-1885). Na bijna dertig jaar president van het seminarie te zijn geweest, benoemde bisschop Faict hem tot vicaris-generaal van het bisdom Brugge.
- 1869-1884: Petrus Dessein (1811-1891).
- 1884-1894: Henri Delbar (1833-1894).
- 1894-1907: Henri Vanden Berghe (1848-1932).
- 1907-1934: Kamiel Callewaert (1866-1943).
- 1934-1952: Achiel Verhamme (1891-1959).
- 1952-1961: Maurits De Keyzer (1906-1994), hulpbisschop van Brugge.
- 1961-1970: Joris Van Eeghem (1921-1999).
- 1970-1981: Paul Declerck (1922-1981).
- 1981-1992: Adelbert Denaux (°1938).
- 1992-2006: Eric Vanden Berghe (1948-2006).
- 2006-2016: Koen Vanhoutte (°1957), hulpbisschop van Mechelen-Brussel geworden.
- 2016-2018: Philippe Hallein (°1972).

## Priesteropleiding van het bisdom Brugge vanaf 2018
Op 21 november 2017 besliste Lode Aerts om voor de priesteropleiding vanaf 1 september 2018 samen te werken met het Johannes XXIII-seminarie in Leuven. Het seminarie in Brugge behoudt haar belang voor al wie benoemd wordt in het pastorale werk: als kennismakings- en stageplek voor diocesane priesters in opleiding (seminariehuis) en opleidingsruimte voor diakens en parochieassistenten (Instituut voor Theologie en Pastoraal).

## Diocesaan verantwoordelijke voor de priesteropleiding en rector van het seminariehuis
- 2018-2020: Philippe Hallein (°1972)
- 2020-: Stefaan Franco

## Het seminarie en Guido Gezelle
Het Brugse seminarie heeft vele honderden jonge mannen gehuisvest die zich op het priesterschap voorbereidden. Gedurende vier jaar (gedurende zes jaar, na de verhuis in 1952 van de afdeling filosofie van Roeselare naar Brugge) was dit hun woning. 
Een van de merkwaardigste seminaristen was Guido Gezelle, die van 1850 tot 1854 in het grootseminarie verbleef. Het was tijdens die jaren dat hij zich bewust werd van zijn bijzondere gave als dichter en hierin tot volle ontplooiing kwam. Antoon Wemaer, die er professor was, werd zijn biechtvader en geestelijk leider. Beiden zouden elkaar later nog vaak ontmoeten en samenwerken.
In de tuinen van het seminarie ontmoette hij zijn vader, Pieter-Jan Gezelle, die er sinds 1847 de hovenier van was, er nieuwe fruitbomen plantte en de verkoop op zich nam van het gewonnen fruit.

## Wetenswaardigheden
- Het grootseminarie heeft op zijn gronden nog enkele restanten van weiden van de vroegere abdij. Hierdoor is het de enige plaats binnen de Brugse stadsmuren waar nog koeien grazen.

## Voetnoten
1. ↑  Nieuw leven voor de Universiteit van de Verenigde Naties in Brugge Krant van West-Vlaanderen, 9 februari 2017.
2. ↑  Brugse priesteropleiding verhuist grotendeels naar Leuven Bisdom Brugge, Kerknet.be, 21 november 2017. Gearchiveerd op 17 februari 2019.